# Condylostylus striatipennis
Condylostylus striatipennis är en tvåvingeart som beskrevs av Becker 1922. Condylostylus striatipennis ingår i släktet Condylostylus och familjen styltflugor.
Artens utbredningsområde är Taiwan. Inga underarter finns listade i Catalogue of Life.